# Sing for Absolution
Sing for Absolution är en låt och titelspåret från Muse's tredje album Absolution. Det släpptes i maj 2004 som den fjärde singeln från albumet.